# 索努瓦地区讷沙泰勒
索努瓦地区讷沙泰勒（法語：Neufchâtel-en-Saosnois），或纯音译作讷沙泰勒昂索努瓦，是法国卢瓦尔河地区大区萨尔特省的一个市镇。 
熙笃会的佩尔塞涅修道院（Abbaye de Perseigne）遗址，一个历史遗迹，位于该市镇内。